# Beltrán (Familienname)
Beltrán oder Beltran ist ein spanischer Familienname.

## Namensträger
- Alberto Beltrán (Grafiker) (1923–2002), mexikanischer Grafiker und Illustrator
- Alberto Beltrán (Sänger) (1924–1997), dominikanischer Sänger
- Alma Beltran (1919–2007), mexikanische Schauspielerin
- Angel Beltrán (* 1973), kubanischer Volleyballspieler
- Benigno P. Beltran (* 1946), philippinischer Ordensgeistlicher, Theologe und Autor
- Carlos Beltrán (* 1977), US-amerikanischer Baseballspieler
- Crispin Beltran (1933–2008), philippinischer Politiker
- Daima Beltrán (* 1972), kubanische Judoka
- Enrique Beltrán (Biologe) (1903–1994), mexikanischer Meeresbiologe und Umweltforscher
- Enrique Beltrán Mullin (1917/1918–2013), uruguayischer Politiker und Journalist
- Eusebius Joseph Beltran (* 1934), US-amerikanischer Geistlicher, Erzbischof von Oklahoma City
- Fernando Beltrán (* 1998), mexikanischer Fußballspieler
- Fran Beltrán (* 1999), spanischer Fußballspieler
- Francisco Beltrán (1886–1962), spanischer Pharmazeut und Botaniker
- Fred Beltran (* 1963), französischer Comiczeichner
- Ginés Ramón García Beltrán (* 1961), spanischer Geistlicher, Bischof von Getafe
- Héctor Beltrán Leyva (1965–2018), mexikanischer Drogenbaron
- Ileana Beltrán (* 1971), kubanische Judoka
- Joaquín Beltrán (* 1977), mexikanischer Fußballspieler
- John Beltran (* 1969), US-amerikanischer Musiker
- José Hiraís Acosta Beltrán (* 1966), mexikanischer Geistlicher, Bischof von Huejutla
- Josep Ferrer i Beltran († 1815), aragonesisch-katalanischer Komponist und Organist
- Lazaro Beltrán (* 1964), kubanischer Volleyballspieler
- Lola Beltrán (1932–1996), mexikanische Sängerin und Schauspielerin
- Luis Beltrán (1526–1581), spanischer Dominikaner und Heiliger
- Luis Beltrán (Franziskaner) (1784–1827), argentinischer Ordensgeistlicher und Militär
- Luis Martín Barraza Beltrán (* 1963), mexikanischer Geistlicher, Bischof von Torreón
- Lucas Beltrán (* 2001), argentinisch-italienischer Fußballspieler
- Manuel Beltrán (* 1971), spanischer Radrennfahrer
- Marco Antonio Rodríguez Beltrán, mexikanischer Fußballspieler
- Marcos Arturo Beltrán-Leyva (1961–2009), mexikanischer Drogenhändler
- Mario Beltrán († 2009), kolumbianischer Fußballspieler
- Nel Hedye Beltrán Santamaria (1941–2025), kolumbianischer Geistlicher, Bischof von Sincelejo
- Noemí Bejarano Beltrán (* 2006), spanische Fußballspielerin
- Pedro Beltrán (* 1986), chilenischer Biathlet
- Pedro Gerardo Beltrán Espantoso (1897–1979), peruanischer Politiker, Diplomat und Verleger, Premierminister
- Raymundo Beltrán (* 1981), mexikanischer Boxer
- Robert Beltran (* 1953), US-amerikanischer Schauspieler
- Rodolfo Fontiveros Beltran (1948–2017), philippinischer Geistlicher, Bischof von San Fernando de La Union
- Sandra Ávila Beltrán (* 1960), mexikanische Drogenhändlerin
- Tito Beltrán (* 1965), schwedisch-chilenischer Sänger (Tenor)
- Yurizan Beltran (1986–2017), US-amerikanische Pornodarstellerin
- Vicente Beltrán de Heredia y Ruiz de Alegría (1885–1973), spanischer römisch-katholischer Theologe sowie Ordens- und Theologiehistoriker des Dominikanerordens
- Víctor Beltrán (1932–2023), chilenischer Fußballspieler
- Yurizan Beltran (1986–2017), US-amerikanische Pornodarstellerin und Schauspielerin